# Michael Chernus
Michael Chernus (n. 8 de agosto de 1977) es un actor estadounidense de cine, televisión y teatro. Es más conocido por su papel como Cal Chapman en la serie de comedia-dramática original de Netflix Orange Is the New Black.

## Filmografía

### Cine
| Año  | Título                           | Rol                    | Notas        |
| ---- | -------------------------------- | ---------------------- | ------------ |
| 2005 | Winter Passing                   | Ben                    |              |
| 2007 | Lovely by Surprise               | Humpkin                |              |
| 2008 | High Street Plumbing             | Kirby                  | Cortometraje |
| 2009 | The Messenger                    | Alan                   |              |
| 2009 | The Rebound                      | Actor #3               |              |
| 2009 | Feed the Fish                    | JP                     |              |
| 2010 | Nonames                          | Danny                  |              |
| 2010 | Coach                            | Michael                |              |
| 2010 | Love and Other Drugs             | Jerry                  |              |
| 2011 | Split                            | Chris                  | Cortometraje |
| 2011 | Higher Ground                    | Ned                    |              |
| 2011 | The Handel-Halvorsen Passacaglia | The Man                |              |
| 2012 | Jack & Diane                     | Jaimie                 |              |
| 2012 | Hombres de negro III             | Jeffrey Price          |              |
| 2012 | The Bourne Legacy                | Arthur Ingram          |              |
| 2013 | He's Way More Famous Than You    | Él mismo               |              |
| 2013 | The Mouseketeer                  |                        | Cortometraje |
| 2013 | Mutual Friends                   | Chernus                |              |
| 2013 | Capitán Phillips                 | Shane Murphy           |              |
| 2014 | Goodbye to All That              | Freddie                |              |
| 2014 | Alex of Venice                   | Trofimov               |              |
| 2014 | Glass Chin                       | Brian Colby            |              |
| 2014 | Mistress America                 | Dylan                  |              |
| 2014 | The Rub                          | Henry                  | Cortometraje |
| 2015 | People Places Things             | Gary                   |              |
| 2015 | Aloha                            | Roy                    |              |
| 2015 | The Family Fang                  | Kenny                  |              |
| 2016 | Complete Unknown                 | Clyde                  |              |
| 2017 | The Dinner                       | Dylan Heinz            |              |
| 2017 | The Most Hated Woman in America  | Jon Garth Murray       |              |
| 2017 | Spider-Man: Homecoming           | Phineas Mason/Tinkerer |              |
| 2018 | The Kindergarten Teacher         | Grant Spinelli         |              |
| 2019 | Rocketman                        | Vendedor de zapatos    |              |

### Televisión
| Año            | Título                            | Rol                           | Notas                                                 |
| -------------- | --------------------------------- | ----------------------------- | ----------------------------------------------------- |
| 2009           | Bored to Death                    | Francis Hamm                  | Episodio: "Take a Dive"                               |
| 2009–10        | Mercy                             | Ryan Flanagan                 | 9 episodios                                           |
| 2011           | Damages                           | Dueño del bar en Nueva Jersey | 2 episodios                                           |
| 2011           | Law & Order: Special Victims Unit | Jay Delaney                   | Episodio: "Educated Guess"                            |
| 2012           | The Big C                         | Pastor Rick                   | 4 episodios                                           |
| 2012           | The New Normal                    | Paul                          | Episodio: "Nangasm"                                   |
| 2013           | Nurse Jackie                      | Louie                         | Episodio: "Walk of Shame"                             |
| 2013–16        | Orange Is the New Black           | Cal Chapman                   | 13 episodios                                          |
| 2013           | Royal Pains                       | Pat McRevis                   | Episodio: "Can of Worms"                              |
| 2013           | Nashville                         | Howie V                       | Episodio: "They Don't Make 'Em Like My Daddy Anymore" |
| 2014           | Elementary                        | Edwin Borstein                | Episodio: "Bella"                                     |
| 2014–15        | Manhattan                         | Louis "Fritz" Fedowitz        | 22 episodios                                          |
| 2015           | Law & Order: Special Victims Unit | Tommy Sullivan                | Episodio: "Parole Violations"                         |
| 2015–presente  | Patriot                           | Congresista Edward Tavner     | 10 episodios                                          |
| 2015           | The Good Wife                     | Spencer Harman                | Episodio: "Discovery"                                 |
| 2016           | Easy                              | Kyle                          | 2 episodios                                           |
| 2022– presente | Severance                         | Ricken Hale                   | 10 episodios                                          |

### Teatro
| Año  | Título                     | Rol   | Notas                           |
| ---- | -------------------------- | ----- | ------------------------------- |
| 2010 | The Aliens                 | KJ    | Rattlestick Playwrights Theater |
| 2011 | In the Wake                | Danny | Teatro Público de Nueva York    |
| 2011 | Close Up Space             | Steve | New York City Center            |
| 2014 | Lips Together, Teeth Apart | Sam   | Second Stage Theatre            |

## Premios y nominaciones
| Año  | Trabajo nominado | Premio                | Categoría                                 | Resultado |
| ---- | ---------------- | --------------------- | ----------------------------------------- | --------- |
| 2011 | In the Wake      | Lucille Lortel Awards | Actuación destacada en una obra de teatro | Nominado  |
| 2011 | In the Wake      | Obie Awards           | Actuación de un actor destacado           | Ganador   |